# Ganbulanyi djadjinguli
Ganbulanyi djadjinguli is een uitgestorven vertegenwoordiger van de echte roofbuideldieren uit het Laat-Mioceen van Riversleigh (Queensland, Australië). Het is de enige soort in het geslacht Ganbulanyi en een van de vroegste vertegenwoordigers van de familie der echte roofbuideldieren (Dasyuridae). Deze soort is beschreven op basis van twee losse tanden, een eerste of derde bovenkies (M1 of M2) en een tweede of derde valse bovenkies (P2 of P3). Dit dier deelt een aantal kenmerken met de Tasmaanse duivel (Sarcophilus harrsi), maar is daar waarschijnlijk niet nauw aan verwant. Het is goed mogelijk dat G. djadjinguli een primitieve dasyuride is, verwant aan Barinya, maar de mogelijkheid dat het om een buidelwolf gaat of om een aparte groep binnen de roofbuideldieren kan ook niet worden uitgesloten. De morfologie van de twee tanden duidt erop dat G. djadjinguli waarschijnlijk van botten leefde (de tanden zijn aangepast voor het kraken van botten). Als dat werkelijk zo zou zijn, zou G. djadjinguli het kleinste bottenetende zoogdier ooit zijn. De tanden zijn namelijk ongeveer zo groot als die van de grote buidelmarter (D. maculatus), en het is onwaarschijnlijk dat Ganbulanyi meer dan zeven kilogram woog.